# Moralia (Plutarh)
Plutarhova Moralia ali »Moralne zadeve« so eklektična zbirka 78 esejev, razprav, literarnih del in govorov. Z njimi dobimo vpogled v življenje Rimljanov in Grkov, toda pogosto nudijo tudi fascinantna brezčasna opažanja. Mnogi Evropejci so jih prebirali ali celo imitirali (npr. de Montaigne, renesančni pisci in razsvetljenski 
filozofi.

## Teksti na spletu
- Moralia v angleškem prevodu

(Opozorilo: izdaja ne sledi Stephanusovi razdelitvi, navedeni spodaj.)
- Transkripcija Arhivirano 2007-02-03 na Wayback Machine. francoskega prevoda iz 1587 (stara francoščina). - Tudi tukaj vrstni red ni enak spodaj navedenemu.

## Seznam tekstov
Po Stephanusovi izdaji iz 1572 so Moralia razdeljena v 14 knjig:
- I. knjiga
  - 1. O vzgoji otrok (COBISS)
  - 2. Kako naj bi mladenič poslušal pesnike
  - 3. O poslušanju (predavanj)
  - 4. Kako razločiti laskavega lizuna od prijatelja
  - 5. Kako se lahko človek osvesti svojega napredovanja v odliki (vrlini)

- II. knjiga
  - 6. Kako nam lahko sovražniki koristijo
  - 7. O nesmotrnosti mnogih prijateljstev
  - 8. O sreči (De fortuna)
  - 9. O vrlinah in slabostih (De virtute et vitio)
  - 10. Sožalno pismo Apoloniju ob izgubi sina (možno nepristen spis)
  - 11. Nasveti o ohranjanju zdravja
  - 12. Nasveti ženinu in nevesti (COBISS)
  - 13. Pojedina sedmih modrecev
  - 14. O vraževernosti

- III. knjiga
  - 15. Izreki kraljev in vojskovodij
  - 16. Špartanski izreki
  - 17. Špartanske institucije
  - 18. Izreki Špartank
  - 19. Ženska junaška dejanja (oziroma O odlikah žena) (COBISS)

- IV. knjiga
  - 20. Rimska vprašanja (COBISS)
  - 21. Grška vprašanja
  - 22. Vzporedne zgodbe o Grkih in Rimljanih (nepristen spis - Psevdoplutarh)
  - 23. O sreči Rimljanov (De fortuna Romanorum)
  - 24. O Aleksandrovi sreči in odliki (vrlini)
  - 25. Ali so bili Atenci imenitnejši v vojskovanju ali v modrosti

- V. knjiga
  - 26. O Izidi in Ozirisu
  - 27. O pomenu črke EI v Delfih
  - 28. Zakaj pitijske prerokbe več niso v verzu
  - 29. O usihanju prerokb

- VI. knjiga
  - 30. Se da poučevati vrlino?
  - 31. O moralni odliki
  - 32. O obvladovanju jeze
  - 33. O dušnem miru (Peri euthymias)
  - 34. O bratski ljubezni
  - 35. O ljubezni do naraščaja
  - 36. Ali je moralna slabost zadosten razlog pomanjkanja sreče
  - 37. Ali so hujše duševne ali telesne strasti
  - 38. O blebetavosti
  - 39. O zvedavosti

- VII. knjiga
  - 40. O ljubezni do premoženja
  - 41. O sokrivdi / O zapravljenem ugledu
  - 42. O zavisti in sovraštvu (COBISS)
  - 43. O tem, kako se nevsiljivo hvaliti
  - 44. O zapoznelosti božjega povračila
  - 45. O usodi
  - 46. O Sokratovem daimoniju
  - 47. O izgnanstvu
  - 48. Tolažba za ženo (ob izgubi hčeri) (COBISS)

- VIII. knjiga
  - 49. Problemi na pojedini, 9 knjig, I-VI

- IX. knjiga
  - (nadaljevanje) Problemi na pojedini VII-IX
  - 50. Dialog o ljubezni (COBISS)

- X. knjiga
  - 51. Ljubezenske zgodbe (COBISS)
  - 52. O tem, da bi se filozof moral pogovarjati zlasti z vladarji
  - 53. Neomikanemu vladarju
  - 54. Ali naj bi se starec ukvarjal s politiko
  - 55. Politični nasveti
  - 56. O monarhiji in demokraciji in oligarhiji
  - 57. O tem, da naj ne posojamo
  - 58. Življenja desetih govorcev (nepristen spis - Psevdoplutarh)
  - 59. Primerjava med Aristofanom and Meandrom

- XI. Knjiga
  - 60. O Herodotovi zlobi
  - 61. O tem, kar ugaja filozofom (Filozofija narave - zgodovinski pregled)
  - 62. O vzrokih v naravi

- XII. knjiga
  - 63. O obrazu, ki se kaže na luninem krogu
  - 64. O načelu mraza
  - 65. Ali je koristnejši ogenj ali voda
  - 66. Ali so pametnejše kopenske ali vodne živali
  - 67. Živali uporabljajo razum (oziroma Živali imajo razum)
  - 68. O uživanju mesa

- XIII. knjiga
  - 69. Platonska vprašanja
  - 70. O rojstvu duše v Timaju
  - 71. Povzetek rojstva duha
  - 72. O stoičnih protislovjih
  - 73. Stoiki govorijo bolj paradoksalno kot pesniki
  - 74. Splošni ugovori stoikom

- XIV. knjiga
  - 75. Sledeč Epikuru ne moremo srečno živeti
  - 76. Proti Kolotu, Epikurovemu učencu
  - 77. Ali drži pregovor: »Živi skrito!«
  - 78. De musica - O glasbi (nepristen spis - Psevdoplutarh)